# Трамонти (Салерно)
Трамонти (итал. Tramonti) је насеље у Италији у округу Салерно, региону Кампанија.
Према процени из 2011. у насељу је живело 3935 становника. Насеље се налази на надморској висини од 294 м.

## Становништво
| 1931. | 1936. | 1951. | 1961. | 1971. | 1981. | 1991. | 2001. | 2011. |
| ----- | ----- | ----- | ----- | ----- | ----- | ----- | ----- | ----- |
| 5.445 | 5.666 | 6.226 | 5.693 | 5.117 | 4.205 | 3.918 | 3.935 | 4.080 |